# 劉忠奎性侵案
劉忠奎性侵案，又稱劉忠奎熊抱飯店女實習生掐奶案，於2013年在台灣台北市發生的強暴與強制猥褻案件。涉案人劉忠奎為北京巨龍公司總裁，具有中國文化部官員背景，在台北市馥敦飯店留宿時，涉及對飯店一名女性實習生，進行強制襲胸以及性侵。劉忠奎在案發隔天離境，台灣民意代表質疑警方包庇犯罪。劉忠奎本人事後在中國聲稱無罪，台灣台北地檢署偵察後，於2014年2月對他發布通緝令。

## 事件經過
涉案人劉忠奎為中華人民共和國公民，為北京巨龍公司總裁。其公司接受中國文化部投資，媒體報導曾稱他擁有中國文化部官員身份。
於2013年，受台北演藝經紀文化交流協會理事長趙少威邀請，劉忠奎抵達台灣，為中國歌手李昱和舉辦演唱會。於1月4日至10日入住北市馥敦飯店南京館701房。
在1月9日中午，負責房務清潔的一名女實習生，至701房門口，準備進行打掃。遭到劉忠奎從後方熊抱，撫摸胸部。女實習生呼救時，劉忠奎用打掃推車堵住門口，女實習生逃往701房內，遭到性侵。事後，劉忠奎給他250元人民幣，要求封口。
女實習生男友在事發後，接獲通知來到飯店，要求報警，馥敦飯店的人員試圖勸阻，防止事態變大，在其男友堅持下，飯店人員在事發後二小時才報警。台北市松山分區偵查隊隊長侯江全抵達後，飯店人員稱女實習生未準備提起告訴，同時聲稱劉忠奎已經退房離開。員警未對他進行偵訊，未檢查房間的錄影證據，未製作筆錄，未保存證據，只在工作紀錄表記錄為性騷擾，離開飯店。
在員警離開後，劉忠奎繼續在飯店留宿，至隔天1月10日清晨四點起床，7點53分離開至桃園機場離境。

## 後續發展
在劉忠奎離境後，女實習生男友聯絡壹週刊記者，同時向台北市議員李慶元陳情。
《壹週刊》在4月24日登出報導，認為劉忠奎有中國文化部背景，因此在事件背後，可能存在有力人士在施壓，讓他可以潛逃出境。台灣市議員李慶元也召開記者會，認為警方有包庇犯罪嫌疑。李慶元指出，在他發函要求警方調查時，台北市警局2月19日最初回覆，他們已經至王朝飯店查證，聲稱沒有劉忠奎入侵及性侵記錄，但警方去查證的地點是錯誤的。3月6日松山分局再度回函，說明劉忠奎在1月9日當天發生案件後就退房離開，因此沒有筆錄，經過查證也是錯誤的。
在《壹週刊》報導後，台北地檢署分案進行調查，認為警方調查明顯有疏失，此案應為強制猥褻，為公訴案件。根據房門錄影資料等證據，於2014年2月12日對劉忠奎發布通緝令，時效直到2038年2038年1月9日。
中國華西都市報刊登一則報導，訪問劉忠奎，劉忠奎否認《壹週刊》報導內容。劉忠奎的公司網頁上，記錄包括劉曉慶、齊秦和齊豫都是他的簽約藝人。李慶元在記者會上曾說劉忠奎是齊秦在中國的經紀人，許多台灣藝人至中國發展時，都曾透過他來與中國官方打好關係。
齊秦在4月24日透過他在中國的公司，夢想成真音樂，發布新聞稿，否認與劉忠奎有關係，劉忠奎不是他的經紀人，與他的公司也沒有往來。
中國《新浪網》刊登的報導，其記者發現，在2006年，齊秦樂團鼓手黃建福在北京演唱會墜落身亡的報導中，劉忠奎曾以演唱會主辦單位身份對記者發表談話，說明狀況，並曾陪同鼓手一同送醫。齊秦曾要求劉忠奎照顧好黃建福家屬與樂團成員。

## 類似案件
一位居住在中國四川省的中華人民共和國公民王德斌，與其妻子，參加中國安利公司組成的旅遊團，至台灣旅遊。居住在台北市晶華酒店時，於2013年3月31日，一名就讀大學夜間部的女房務員進入打掃房間時，遭到王德斌強抱，推至浴室撫摸胸部。當時附近女領班經過，發現打掃推車被棄置在門口，按房間電鈴，女房務員才趁機逃脫。
經報警後，相關人員被帶回警局訊問。王德斌最初否認，稱只有拍她的肩膀。經過盤問，最後坦誠有性騷擾，以強制猥褻罪名移送。檢察官決定以2萬元交保，境管6天。王德斌在結束境管後離境，返回中國。